# 伍寨彝族苗族乡
伍寨彝族苗族乡是中华人民共和国云南省昭通市永善县下辖的一个民族乡。

## 行政区划
伍寨彝族苗族乡下辖以下村级行政区划单位：
伍寨村、新胜村、长海村、中寨村和白云村。